# Perknaster densus
Perknaster densus is een zeester uit de familie Ganeriidae.
De wetenschappelijke naam van de soort werd in 1889 gepubliceerd door Percy Sladen.